# نقابة القضاة التونسيين
نقابة القضاة التونسيين هي جمعية مهنية تونسية تأسست في 18 مارس 2011 إثر الثورة التونسية، قاطعة بذلك أحادية تمثيل جمعية القضاة التونسيين للمشهد القضائي في تونس.

## التاريخ
بعد الثورة التونسية في 2011، بدأت الجمعية شيئا فشيئا تلعب دورا هاما في تسيير وتأطير الحياة القضائية في البلاد. دعيت نقابة القضاة لاقتراح ثلاثة أعضاء للهيئة العليا المستقلة للانتخابات (بينما جمعية القضاة التونسيين تقترح ثلاثة آخرين). لدى نقابة القضاة ممثل دائم في الهيئة العليا لحقوق الإنسان والحريات الأساسية.

عقدت نقابة القضاة التونسيين مؤتمرها الأول في 22 مايو 2011 بحضور حوالي 400 قاضي من القضاة المباشرين والمتقاعدين والملحقين القضائيين.

## الرؤساء
- 2011 - 2015: روضة العبيدي
- 2015 - 2017: فيصل بوسليمي[3]
- 2017 - 2020: إبراهيم بوصلاح[3]
- 2020 - 2022: أميرة العمري[4]
- 2022-الآن: أيمن شطيبة

## مقالات ذات صلة
- جمعية القضاة التونسيين
- الجمعية الودادية للحكام التونسيين